# Рудник Ватукоула
Рудник Ватукоула (Vatukoula) – гірничодобувний майданчики у Меланезії, в державі Фіджі. Станом на середину 2020-х років найбільша копальня в історії країни.

## Історія копальні
Перші відомості про золото в районі Тавуо отримали ще в 19 столітті, проте лише в 1932-му змогли відкрити корінні поклади, що дали можливість організувати повномасштабний видобуток. Восени 1934-го кілька партнерів заснували три компанії – Emperor Gold Mining Compan, Loloma (Fiji) Gold Mines та Fiji Mines Development (в подальшому перейменована на Dolphin Mines), що заснували на родовищі Ватукоула таку ж кількість копалень, які діяли під спільним менеджментом. Видобуток стартував у 1935-му, а станом на кінець 1951-го зазначені копальні вже вилучили з Ватукоула 2,5 млн тонн руди, що дозволило отримати 39,7 тонн золота (а також майже 11 тонн срібла). У цей період піковий показник був досягнутий в 1941-му, коли отримали 3,7 тони золота.
В 1970-х роках падіння цін на золото поставило власників рудника у складне становище та змусило суттєво скоротити обсяги робіт. Як наслідок, в 1983-му Emperor Mines Limited, що на той час була власником проекту, залучила інвестора в особі Western Mining. Це дозволило модернізувати рудник та збільшити виробництво, яке після запуску в 1987-го нової дробарні вийшло на рівень у 0,6 млн тонн руди на рік (зокрема, в 1989-му з 606 тисяч тонн руди отримали 4,2 тони золота). Рівень вилучення золота підвищили з 61% до 81%. 
Станом на 1989 рік з початку роботи рудника накопичений видобуток досягнув 14,2 млн тонн руди, з якої вилучили 132,3 тони золота.
В 1991-му Western Mining полишила проект, продавши свої акції все тій же Emperor Mines.
В 2006-му Emperor Mines згорнула роботи на Ватуколі через низькі ціни на золото, що на тлі необхідних високих капіталовкладень не дозволяли отримати задовільний фінансовий результат. Далі копальню продали австралійській Westech International, яка в свою чергу перепродала її китайській Vatukoula Gold Mines, що в 2008-му знову відкрила рудник. 
В 2014-му робота копальні дала змогу експортувати 1,2 тони золота.
Станом на кінець 2020-го накопичений видобуток становив біля 220 тонн, при цьому видобувні запаси рудника оцінювались у 18 тонн золота (3,5 млн тонн руди), а ресурси категорій виміряні та показані – у 33 тони золота (4,3 млн тонн руди).

## Технологія розробки
Видобуток ведеться як відкритим, так і підземним способом, при цьому головним є саме останній. Всього за історію копальні вона мала не менше дев’яти шахтних стовбурів (хоча деякі використовувались лише як вентиляційні). Відносно історії цих стовбурів відомо, зокрема, що:
- в 1939-му заклали стовбур «Врен» (Wren), який станом на 1942-й досягнув п’ятого рівня на глибині у 160 метрів. На початку 1960-х цей стовбур закрили;
- в першій половині 1980-х (на момент прихода інвестора в особі Western Mining) в роботі знаходились стовбури «Сміт», «Кайзер» та «Бортвік» (Borthwick);
- станом на кінець 1980-х рудник мав чотири стовбури – три вертикальні «Сміт», «Кайзер», «Філіп» та транспортний ухил «Емперор Деклайн»;
- в 2019-му розпочали поглиблення закритого кілька десятків років тому стовбуру «Врен», який тепер отримав назву «Долфін», до глибини у 700 метрів (з 5 до 18 рівнів), щоб він міг забезпечити гарну вентиляцію в сполученому з ним стовбурі «Філіп». Завершення робіт припало на 2021 рік, після чого рудник став працювати п’ятьма стовбурами.
Є відомості, що глибина шахти досягає 800 метрів.
Переробка руди відбувається на належній до копальні фабриці продуктивністю 1550 тонн на добу.
Випущені на руднику зливки містять біля 25% срібла.